# Sommersprossen auf den Knien
Sommersprossen auf den Knien ist ein 2010 in deutscher Übersetzung erschienenes Kinderbuch der norwegischen Autorin Maria Parr, das 2009 unter dem Originaltitel Tonje Glimmerdal in Norwegen erschien. Sommersprossen auf den Knien wurde von Heike Herold illustriert und von Christel Hildebrandt aus dem Norwegischen ins Deutsche übertragen. Es wurde unter anderem auch ins Französische und Russische übersetzt und mit dem renommierten Brage-Preis und dem Luchs des Jahres ausgezeichnet. Neben Norwegen ist das Buch vor allem in Russland ein Bestseller, wo mehr als 12.000 Bücher verkauft wurden.

## Inhalt
Sommersprossen auf den Knien handelt von Tonje, dem einzigen Kind in einem kleinen Dorf, das mit dem schon über 70-jährigen Gunnvald einen Freund hat, der für jeden Spaß zu haben ist. Als Gunnvald ins Krankenhaus kommt und plötzlich eine fremde Frau auftaucht und in Gunnvalds Haus zieht, muss Tonje ihren gesamten Ideenreichtum aufwenden, um ihre Geschichte zu einem guten Ende zu bringen.

## Kritik
Für Angelika Overath von der Neuen Zürcher Zeitung ist „der mehrfach preisgekrönte Kinderroman Sommersprossen auf den Knien (...) ein dramaturgisch brillantes Stück Kinderliteratur, spannend, überraschend, märchenhaft. Mit Zärtlichkeit und Humor wird von Vertrauen und Freundschaft erzählt, von Liebe und Enttäuschung zwischen Eltern und Kindern.“ Auch im Bulletin Jugend & Literatur (Ausgabe 4/2010) wird die besondere Qualität von Parrs Sommersprossen auf den Knien hingewiesen: „Der Charme dieses beeindruckenden Kinderromans, der neben anderen Preisen den Luchs von der  Zeit und Radio Bremen erhielt, liegt in der gelungenen Mischung aus Tempo, Situationskomik und Sinn für leise zwischenmenschliche Töne sowie für allgemein gültige Werte. Das hat schon etwas, wie Maria Parr phasenweise ein wenig »altmodisch« in Ton und Haltung erzählt, um dann wieder ganz spritzig ein Detail höchst zeitgemäß auf den Punkt zu bringen. Die dezenten, comicartigen Zeichnungen von Heike Herold treffen das Frische, Lebendige des Romans genau.“ Die Jury des Jahres-Luchs-Preises 2010, den Parr gewann, war begeistert von der „bestechenden sprachlichen und erzählerischen Qualität“ des Buches.

## Auszeichnungen
- 2009: Ole Vig-prisen in Norwegen für Waffelherzen an der Angel und Sommersprossen auf den Knien
- 2009: Bragepreis in Norwegen für Sommersprossen auf den Knien
- 2009: Teskjekjerring-Preis in Norwegen für „Sommersprossen auf den Knien“
- 2009: Kritikerpreis in Norwegen in der Kategorie Bestes Kinder- und Jugendbuch für Sommersprossen auf den Knien
- 2009: Nynorsk-Preis für Kinder- und Jugendliteratur in Norwegen für Sommersprossen auf den Knien
- 2010: Prix Sorcières in Frankreich in der Kategorie Romans 9-12 ans für Sommersprossen auf den Knien
- 2010: Luchs des Monats September in Deutschland für Sommersprossen auf den Knien
- 2010: Luchs des Jahres in Deutschland für Sommersprossen auf den Knien
- 2010: Die besten 7  - Bücher für junge Leser in Deutschland im November für Sommersprossen auf den Knien
- 2010: LeseLotse in Deutschland im Oktober für Sommersprossen auf den Knien
- 2011: Empfehlungsliste des Katholischen Kinder- und Jugendbuchpreises für Sommersprossen auf den Knien
- 2011: ALEKI-Buch des Semesters im Januar für Sommersprossen auf den Knien
- 2011: Lilipuz-Tipp von WDR 5 im Januar für Sommersprossen auf den Knien
- 2012: Sommersprossen auf den Knien erscheint auf der IBBY Honour List